# Narihira-Bambus
Der Narihira-Bambus oder Säulenbambus (Semiarundinaria fastuosa) ist eine verholzende Bambus-Art der Gattung  Semiarundinaria. Das natürliche Verbreitungsgebiet liegt in Japan. In China wird er häufig kultiviert, er wird auch in Mitteleuropa als Zierpflanze verwendet.

## Beschreibung
Die Halme von Semiarundinaria fastuosa erreichen eine Höhe von 3 bis 9 Metern und einen Durchmesser von 1 bis 4 Zentimetern. Die Internodien sind anfangs grün und später bräunlich, stielrund, 10 bis 30 Zentimeter lang, kahl und hohl. Je Knospe werden drei Äste gebildet. Die Halmblattscheiden sind im Wesentlichen kahl, nur nahe der Basis behaart. Die Blattöhrchen sind sehr klein und tragen wenige Wimpern (oral setae). Das Blatthäutchen ist 1 bis 1,5 Millimeter lang, die Spitze gestutzt und bewimpert. Die Halmblattspreite ist schmal lanzettlich und zugespitzt. Je Zweig werden drei bis sieben, selten bis 10 Laubblätter gebildet. Die Laubblattscheide ist etwa 4 Zentimeter lang uns spärlich behaart. Die Blattöhrchen sind unscheinbar, das Blatthäutchen ist gestutzt und 1 bis 1,5 Millimeter lang. Die Laubblattspreite ist schmal lanzettlich, 8 bis 20 Zentimeter lang, 2,5 Zentimeter breit, häutig, kahl oder unterseits nahe der Basis flaumig behaart. Die Spreitenbasis ist gerundet oder breit keilförmig und läuft zu einem scheinbaren Blattstiel zusammen (Gräser haben keinen richtigen Blattstiel). Der Spreitenrand ist fein gesägt, das Spreitenende zugespitzt.
Der Blütenstand ist rispenähnlich und trägt an der Basis eine eiförmige oder lanzettliche, unbehaarte, 3,5 bis 4 Zentimeter lange Blütenscheide. Ein oder zwei Scheinährchen (Ährchen mit Knospen an der Basis, die weitere Scheinährchen bilden können) wird ebenfalls von einer Blütenscheide umgeben. Die Ährchen sind schmal stielrund, 5 bis 10 Zentimeter lang und bilden jeweils drei bis sechs Blütchen. Die Ährchenachse ist etwa 1 Zentimeter lang. Hüllspelzen fehlen. Die Deckspelze ist eiförmig bis breit lanzettlich, 1,5 bis 3 Zentimeter lang, ledrig, bewimpert und hat etwa 20 Blattadern. Die Vorspelze ist breit lanzettlich, 1,8 bis 2 Zentimeter lang, dreifach geadert und an der Spitze gespalten. Die Schwellkörper sind etwa 5 Millimeter lang. Die Staubblätter haben etwa 2 Zentimeter lange Staubfäden, die Staubbeutel sind gelb und etwa 1,1 Zentimeter lang. Der Fruchtknoten ist stielrund, 4 Millimeter lang und unbehaart. Die Griffel sind etwa 4 Millimeter lang, die drei Narben gefiedert. Früchte sind unbekannt.

## Verbreitung
Das natürliche Verbreitungsgebiet befindet sich in Japan im Südwesten von Honshu, auf Kyushu und Shikoku. Die Art wird in China und auf Taiwan häufig kultiviert.

## Systematik
Der Narihira-Bambus (Semiarundinaria fastuosa) ist eine Art aus der Gattung Semiarundinaria, die zur Tribus Arundinarieae gerechnet wird, der verholzenden Bambusarten der gemäßigten Klimazone. Die Art wurde 1894 von Algernon Mitford, Baron Redesdale als Bambusa fastuosa (Basionym) in Garden (London) Band 46 Seite 547 erstbeschrieben. Er übernahm den Namen von Joseph Latour-Marliac. Die Art wurde 1918 von Tomitarô Makino in Journal of Japanese Botany Band 2 Seite 8 als Semiarundinaria fastuosa (Lat.-Marl. ex Mitford) Makino zur Gattung Semiarundinaria gestellt. Weitere Synonyme der Art lauten Arundinaria fastuosa (Mitford) Makino, Arundinaria fastuosa (Mitford) Houz., Arundinaria narihira Makino, Bambos nahiratake Siebold, Bambusa narihira Makino, Phyllostachys alquieri E.G.Camus, Phyllostachys fastuosa (Mitford) Pfitzer, Semiarundinaria fastuosa f. viridis (Makino) Murata, Semiarundinaria fastuosa var. viridis Makino und Semiarundinaria viridis (Makino) Makino.

## Verwendung
Der Narihira-Bambus ist winterhart und verträgt Temperaturen bis −20 °C, im Sommer braucht er Sonne für die rötliche Farbe der Halme. Er ist windbeständig und kann als Windschutzhecke eingesetzt werden. Er ist eine dekorative Kübelpflanze.